# SN 2005kt
SN 2005kt – supernowa typu Ia odkryta 7 listopada 2005 roku w galaktyce A011058+0016. W momencie odkrycia miała maksymalną jasność 20,50m.